# El Mirador (västra Xilitla kommun)
El Mirador är en ort i Mexiko.   Den ligger i kommunen Xilitla och delstaten San Luis Potosí, i den centrala delen av landet, 210 km norr om huvudstaden Mexico City. El Mirador ligger 1 511 meter över havet och antalet invånare är 175.
Terrängen runt El Mirador är kuperad åt nordväst, men åt sydost är den bergig. Runt El Mirador är det ganska tätbefolkat, med 72 invånare per kvadratkilometer. Närmaste större samhälle är Xilitla, 12,6 km nordost om El Mirador. I omgivningarna runt El Mirador växer huvudsakligen savannskog.